# Aitkin megye
Aitkin megye az Amerikai Egyesült Államokban, azon belül Minnesota államban található. Megyeszékhelye és legnagyobb városa Aitkin. Lakosainak száma 15 697 fő (2020. április 1.). Aitkin megye Itasca, Saint Louis, Carlton, Pine, Kanabec, Mille Lacs, Crow Wing és Cass megyékkel határos.

## Népesség
A megye népességének változása:
| Lakosok száma | 16 225 | 16 108 | 15 910 | 15 742 | 15 702 | 15 697 |
|               | 2010   | 2011   | 2012   | 2013   | 2015   | 2020   |